# Jardín Botánico Locatelli
El Jardín Botánico Locatelli (en italiano: Orto Botanico Locatelli) es un jardín botánico de 300 m² de extensión, nacido por iniciativa privada, en Mestre, Italia.

## Localización
Orto Botanico Locatelli, Via Francesco Baracca 86, Mestre, Provincia de Venezia, Veneto, Italia.
Planos y vistas satelitales.45°29′26″N 12°14′17″E / 45.49056, 12.23806
Está abierto todos los domingos de mayo a octubre, excepto en el mes de agosto. Es posible concertar las visitas de grupos por teléfono en otros días de la semana con el director del jardín dr. Maurizio Minuzzo.

## Historia
El jardín botánico "Locatelli" fue fundado por iniciativa privada, con la intención de integrar la botánica, ecología, y filosofía, y por esto se persiguen determinados objetivos: 
- Buscar y promover métodos de enseñanza innovadores de divulgación, destinadas a crear una acción más agradable y eficaz de la enseñanza de algunas disciplinas importantes (la botánica, la medicina natural, la astronomía, la filosofía, el arte, la música, la poesía...);
- Proporcionar en un lugar, una colección de las principales especies vegetales determinantes en el paisaje que nos rodea todos los días en la región del Veneto (jardín, huerta, césped, arbolado ....), para facilitar el reconocimiento del medioambiente y para promover una profunda comprensión del papel existencial que ha lugar en el contexto mundial de las plantas : el oxígeno del medioambiente, alimentos, ....; paisaje terapéutico
- Para llevar a cabo la investigación científica relacionada con las especies individuales, con el establecimiento de un equipo multidisciplinar para almacén de datos en computador y en papel.
- Descripción botánica especializada, elementos históricos y mitológicos, componentes y efectos fisiológicos y terapéuticos, y así sucesivamente).

## Colecciones
Con unas 250 especies presentes, el jardín botánico está dividido en varias secciones: 
- Plantas medicinales (gemoterápia hierbas medicinales, aromaterápia), con unas 60 especies,
- Plantas y arbustos italianos (especies nativas y naturalizadas),
- Plantas en la alimentación humana, y verduras,
- Árboles frutales,
- Pastos y praderas
- Bosques y ambientes silvestres,
- Las plantas de medio ambiente costero
- Algunas de las plantas ornamentales más populares.